# Straße von Johor
Die Straße von Johor (auch Johorstraße, Tebraustraße, Straße von Tebrau, malaiisch Selat Johor bzw. Selat Tebrau, englisch Straits of Johor) ist eine etwa ein Kilometer breite Meerenge, die die südliche Grenze der Malaiischen Halbinsel bildet. Jenseits der Wasserstraße befindet sich die Insel Singapur, auf der sich der gleichnamige Inselstaat befindet.
Es existieren zwei Landverbindungen über die Straße von Johor. Die erste ist ein im Jahr 1924 eingeweihter künstlicher Damm, der von der im malaysischen Bundesstaat Johor gelegenen Stadt Johor Bahru nach Woodlands (Singapur) führt. Der im allgemeinen Sprachgebrauch The Causeway genannte Damm beherbergt neben einer Straßen- und Schienenverbindung auch eine Wasserpipeline, über die der Inselstaat von Malaysia aus mit Wasser versorgt wird. Um den Damm zu entlasten, wurde 1998 etwa 20 Kilometer südwestlich von ihm eine Brücke errichtet, die Tanjong Kupang (Malaysia) und Tuas (Singapur) verbindet. Offiziell heißt diese zweite Verbindung Malaysia-Singapore Second Crossing, wird umgangssprachlich aber auch Second Link oder Linkedua (von englisch link „Verbindung“ und malaiisch kedua „zweite(r)“) genannt. Dennoch führt ein Großteil des Verkehrs weiterhin über den alten Damm, da dieser direkt nach Johor Bahru führt und verkehrstechnisch günstiger gelegen ist als die neue Verbindung.

Querungen
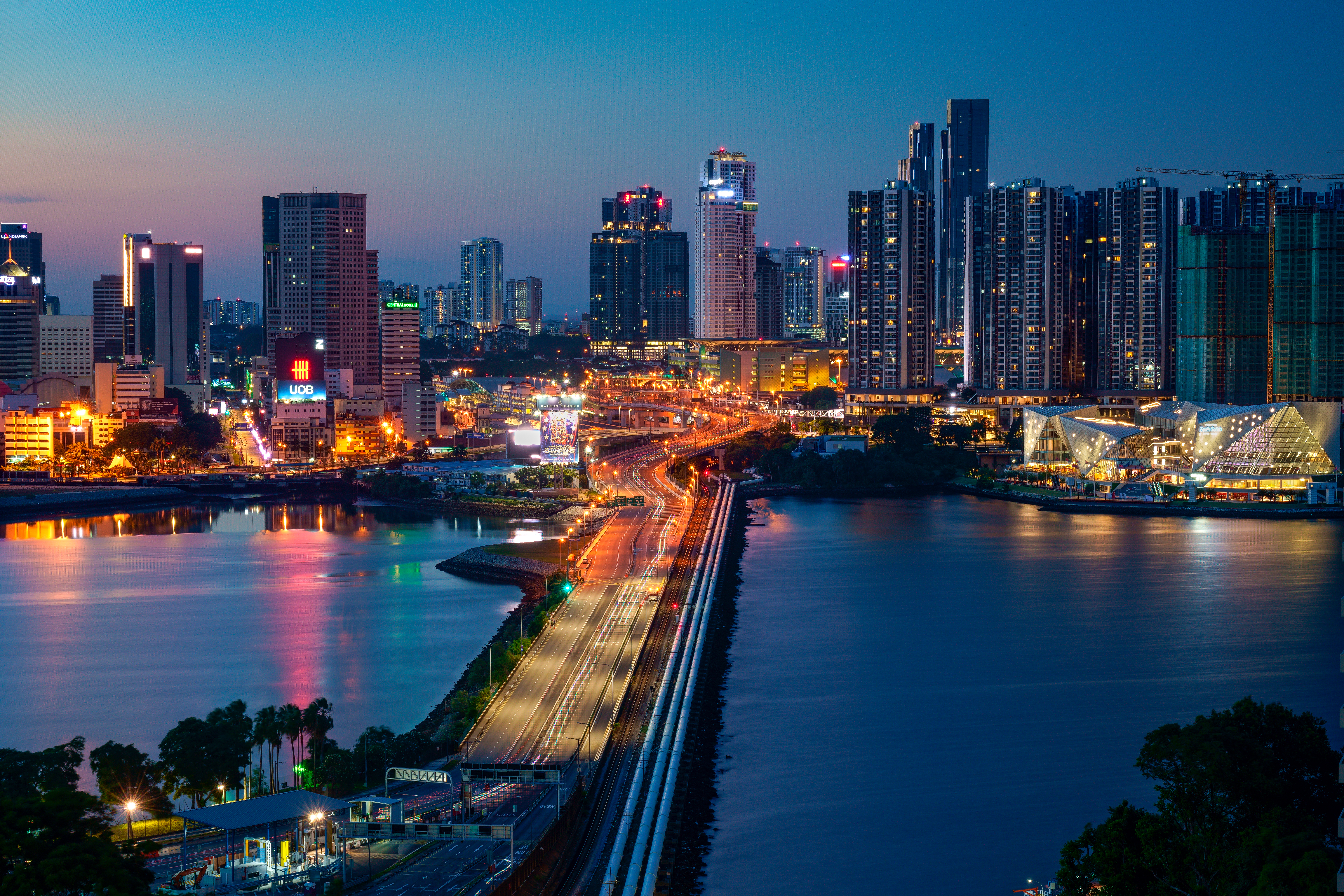
Der Damm Johor–Singapore Causeway
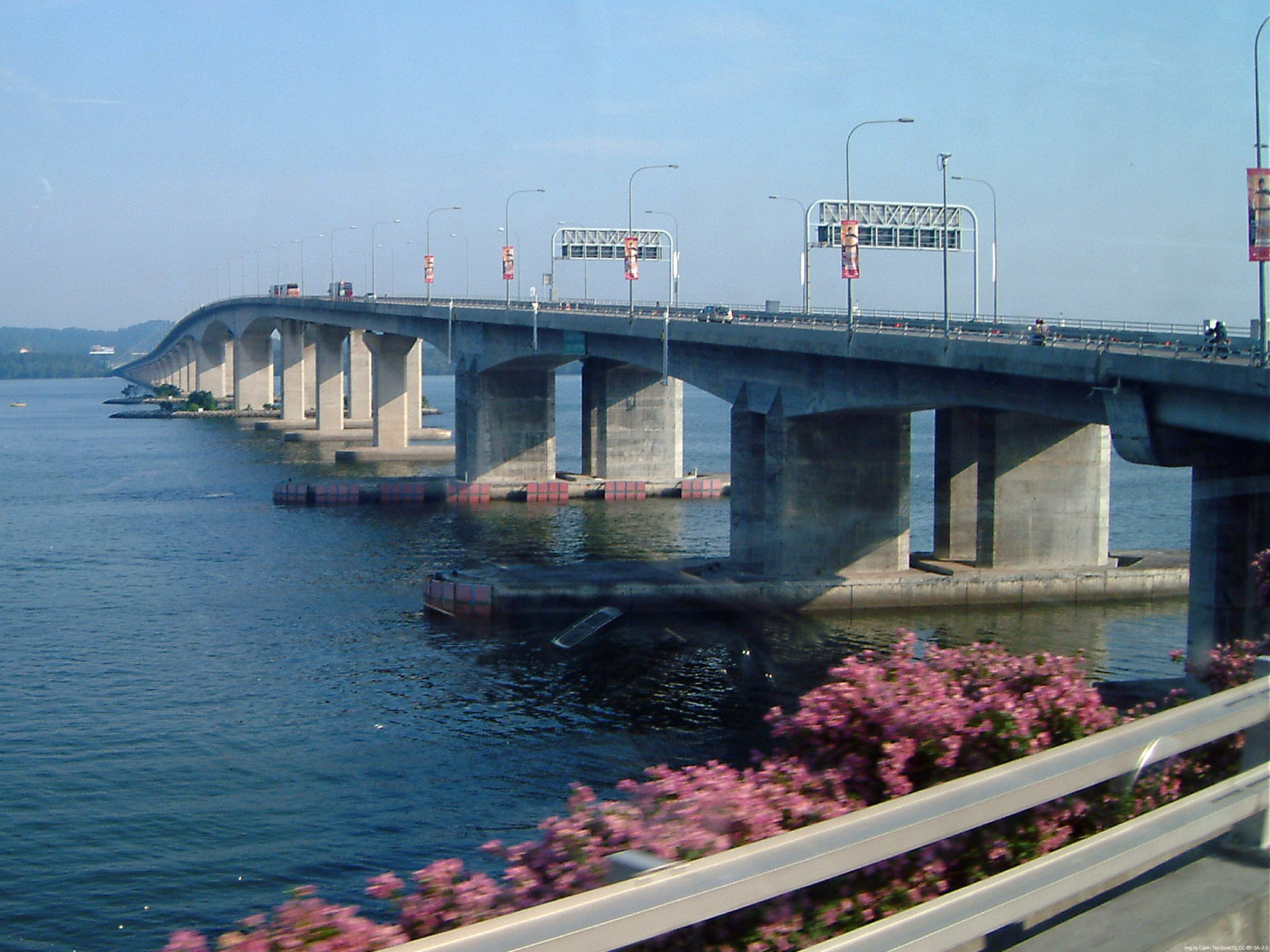
Die Brücke Malaysia-Singapore Second Link
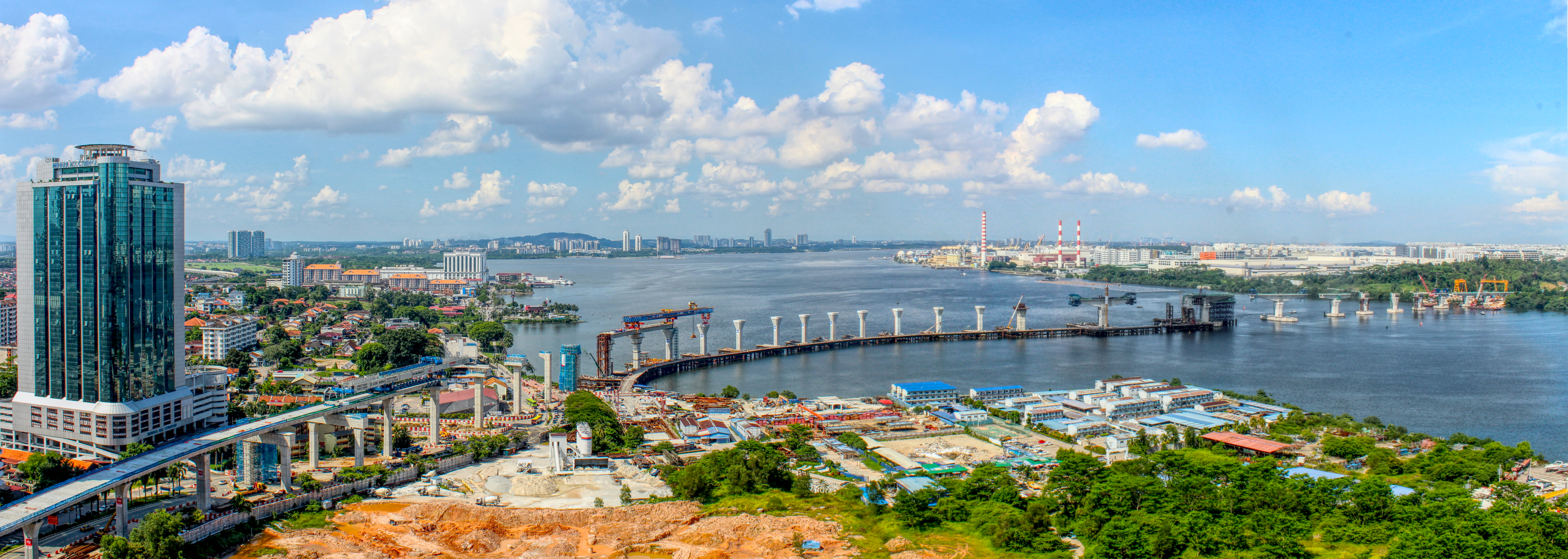
Johor Bahru–Singapore RTS Brücke in Bau

Malaysia plant seit dem Jahr 2003, den Damm durch eine Brücke an gleicher Stelle zu ersetzen. Die Hauptgründe dafür sind, die Meerenge für Schiffe wieder passierbar zu machen, Meeresströmungen wieder zu ermöglichen und somit die Wasserqualität zu verbessern, und die ständig angespannte Verkehrssituation in Johor Bahru zu entlasten. Verhandlungen mit Singapur sind derzeit in Gang.
Ab 2026 soll die Schnellbahnverbindung, das Johor Bahru-Singapore Rapid Transit System (RTS) in Betrieb gehen, wodurch die Anbindung zwischen Johor Bahru Sentral Station und Woodlands North verbessert wird. Hierzu wird eine neue Brücke östlich des Causeway errichtet.